# Савич, Майя
Майя Савич (черног. Маја Савић / Maja Savić; род. 29 апреля 1976, Иванград) — черногорская гандболистка, выступавшая на позиции левой полусредней. Серебряный призёр Олимпийских игр 2012 года.

## Биография
Воспитанница школы подгорицкой «Будучности», выступала в составе этого клуба до 2004 года. С 2004 года игралаи в Дании сначала за «Слагельсе», в составе которого в 2005 и 2007 годах выигрывала Лигу чемпионов ЕГФ и чемпионат Дании. С 2008 году перешла в «Копенгаген», завоевав в его составе в 2009 году Кубок обладателей кубков ЕГФ и в 2010 году Кубок Дании. Летом 2010 года перешла в «Виборг», однако не завоевала каких-либо трофеев в его составе. Перед сезоном 2011/2012 вернулась в «Будучност», выиграв чемпионат и Кубок Черногории, а также Лигу чемпионов ЕГФ. В составе черногорской сборной стала серебряным призёром Олимпийских игр 2012 года. Завершила по окончании сезона 2011/2012 карьеру игрока.
По окончании карьеры стала тренером в паре с Бояной Попович, с которой выступала в разных клубах и в сборной.